# 鲁格罗·塞蒂莫广场
鲁格罗·塞蒂莫广场（Piazza Ruggero Settimo）是意大利西西里大区巴勒莫的一个广场。它与毗连的卡斯泰尔诺沃广场（Piazza Castelnuovo）一起，形成一个单一的城市空间，通常称为波黎得亚玛广场（Piazza Politeama）, 得名于波黎得亚玛剧院（Teatro Politeama），是该市仅次于马西莫剧院的第二大剧院。广场位于巴勒莫历史中心附近的鲁格罗·塞蒂莫街（Via Ruggero Settimo）和自由大道（Viale della Libertà）之间，是最受欢迎的城市广场之一。
广场以西西里爱国者鲁格罗·塞蒂莫命名，广场的中心有他的纪念碑，是贝内代托·德·利西的作品。